# Doug Rogers
Doug Rogers (n. 26 ianuarie 1941, Truro⁠(d), Nova Scotia, Canada – d. 20 iulie 2020, Vancouver, British Columbia, Canada) a fost un judocan ce a reprezentat Canada, medaliat olimpic. A participat la 2 ediții ale Jocurilor Olimpice (1964, 1972) în care a câștigat o medalie de argint.